# 산타 바바라의 맹세
《산타 바바라의 맹세》(O Pagador De Promessas, The Promise)는 브라질에서 제작된 안셀무 두아르테 감독의 1962년 영화이다. 레오나르도 빌라르 등이 주연으로 출연하였다.
1962년 칸 영화제에서 황금종려상을 수상했으며 이는 브라질 감독 (현재까지도 유효한) 최초의 상이다.

## 내용
브라질의 어느 지방도시에서 일어난 일이다. 축제일의 아침, 한 농부가 아내와 함께 큰 십자가를 지고 와서 그것을 교회에 바치려고 한다. 먹이고 있던 당나귀의 병이 나으면 이렇게 하리라고 기도하였다는 것이다. 교회에서는 영혼이 없는 당나귀를 위해 기도한다는 것은 사도(邪道)라 하여 받아들이지 않는다. 농부는 교회앞에 주저앉는다. 교회에 반감을 가진 저널리스트와 가난한 흑인들이 이것을 문제삼아 소동을 피우고, 교회는 경찰대를 불러서 추방하려고 한다. 소동은 더욱 커지고, 농부는 경관의 총알에 맞아서 결국 죽는다. 사람들은 그 농부의 시체를 십자가에 태워서 교회로 운반한다.

## 감상
브라질영화에는 강렬한 야성미가 있는 것이 독특하다. 또한 흑인들도 미국영화의 흑인들과는 달리 느긋한 풍격과 여유있는 연기를 보이고 있는 것도 매력의 하나이다. 그러나 많은 작품에서는 그것이 엉성하게 통일성을 결하기가 일쑤인데, 이 작품에서는 멋들어진 연출로 훌륭하게 통합되어 있어, 브라질영화의 명성을 국제적으로 과시한 최초의 걸작의 하나가 되었다. 교회의 권위주의에 대한 비판 등, 기개가 넘치고 있다.

## 출연

### 주연
- 레오나르도 빌라르
- 글로리아 메네제스

### 조연
- 노마 벤겔
- 오손 바스토스